# Alaminos (Spanien)
Alaminos ist ein zentralspanischer Ort und eine Gemeinde (municipio) mit insgesamt nur noch 56 Einwohnern (Stand: 2024) in der Provinz Guadalajara in der Autonomen Region Kastilien-La Mancha. Die Gemeinde gehört zur dünnbesiedelten Region der Serranía Celtibérica.

## Lage und Klima
Der Ort Alaminos liegt auf der Westseite des Iberischen Gebirges in einer Höhe von ca. 1065 m. Die Provinzhauptstadt Guadalajara ist ca. 53 km (Fahrtstrecke) in südwestlicher Richtung entfernt. Das Klima im Winter ist gemäßigt, im Sommer dagegen warm bis heiß; die eher geringen Niederschlagsmengen (ca. 455 mm/Jahr) fallen – mit Ausnahme der nahezu regenlosen Sommermonate – verteilt übers ganze Jahr.

## Bevölkerungsentwicklung
| Jahr      | 1857 | 1900 | 1950 | 2000 | 2019 |
| Einwohner | 226  | 254  | 209  | 81   | 60   |

Aufgrund der Mechanisierung der Landwirtschaft, der Aufgabe bäuerlicher Kleinbetriebe und des daraus resultierenden Verlusts von Arbeitsplätzen ist die Einwohnerzahl der Gemeinde seit der Mitte des 20. Jahrhunderts stark rückläufig (Landflucht).

## Wirtschaft
Auch wegen der Höhenlage des Ortes basierte die Wirtschaft jahrhundertelang im Wesentlichen auf Selbstversorgung; städtische Märkte waren zu weit entfernt. Ackerbau war in der gebirgigen und felsigen Landschaft nur sehr eingeschränkt möglich; man widmete sich deshalb vorrangig der Viehwirtschaft, deren haltbare Produkte (Käse, Fleisch und Wolle) manchmal von fahrenden Händlern aufgekauft wurden.

## Geschichte
Zur Ortsgeschichte ist nur wenig bekannt, denn der Ort ist in keinem älteren Dokument erwähnt; man muss folglich annehmen, das die hochgelegene Gegend bis ins frühe und hohe Mittelalter hinein nicht besiedelt war, sondern nur als Sommerweide genutzt wurde. Auch die islamisch-maurischen Heere drangen nicht bis in diese abgelegene Bergregion vor. Eine dauerhafte Besiedlung fand wohl erst im ausgehenden Mittelalter statt.

## Sehenswürdigkeiten

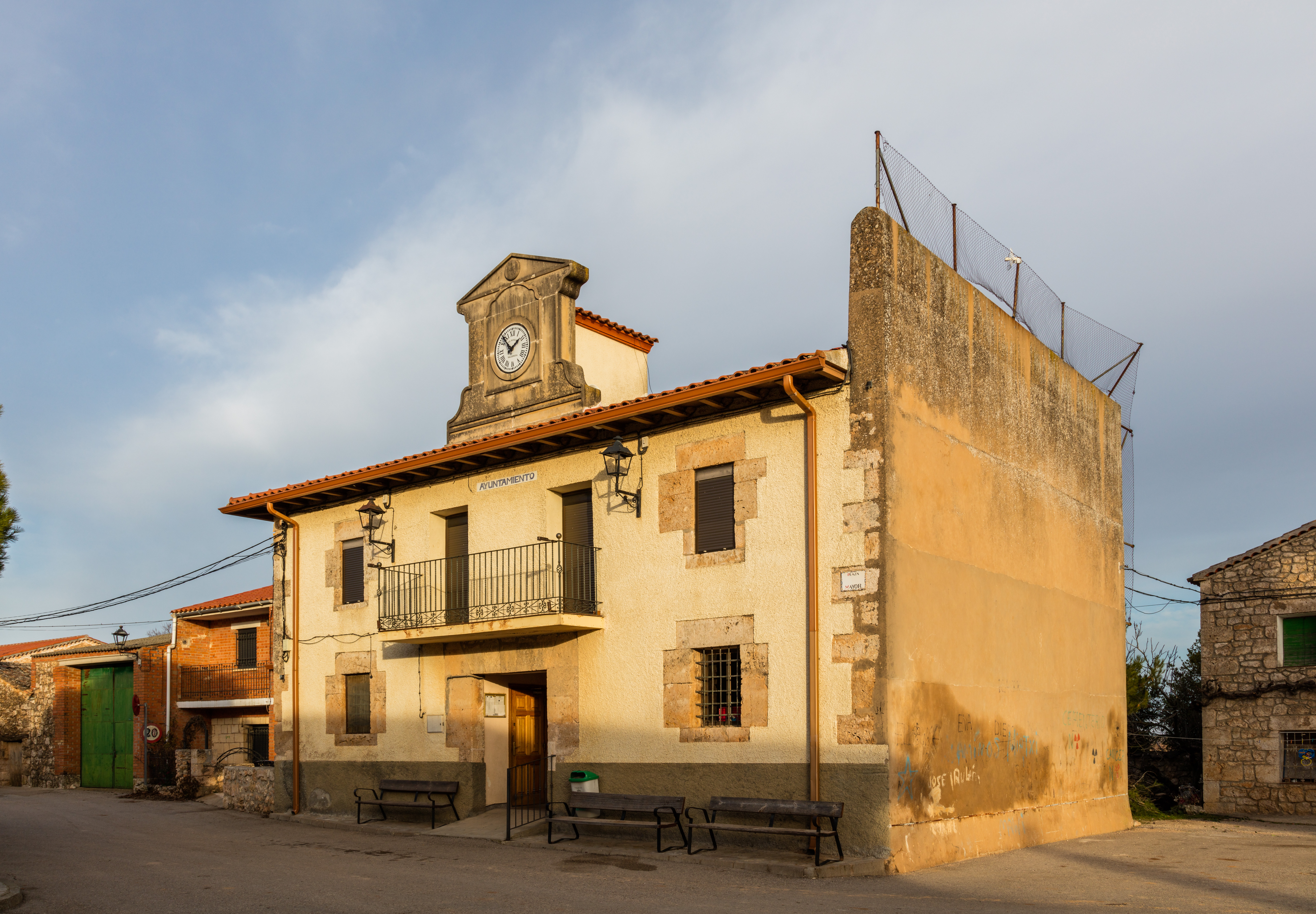
Rathaus mit Prellwand (frontón)

- Die im 16. Jahrhundert erbaute Iglesia de Nuestra Señora de la Asunción ist der Himmelfahrt Mariens geweiht. Die Westseite ist portallos, wird jedoch von einem zweigeteilten Glockengiebel (espadaña) überragt; der schmucklose Eingang befindet sich auf der Südseite. Die Kirche ist einschiffig; die Apsis ist gegenüber dem Kirchenschiff (nave) leicht eingezogen.
- Auf einem dreifach abgestuften Rundsockel auf dem Dorfplatz erhebt sich eine imposante Gerichtssäule (rollo oder picota). Diese stammt aus dem 16. Jahrhundert und war ein Symbol der unabhängigen Gerichtsbarkeit des Ortes. Gemäß der lokalen Überlieferung fanden hier Gerichtsprozesse und Verurteilungen statt.
- Das Rathaus ist in einem repräsentativen Gebäude aus dem 18. Jahrhundert untergebracht. Eine Giebelseite wird von einer Prellwand (frontón) für das Pelota-Spiel eingenommen.